# Tarachidia cuta
Tarachidia cuta är en fjärilsart som beskrevs av Smith 1905. Tarachidia cuta ingår i släktet Tarachidia och familjen nattflyn. Inga underarter finns listade i Catalogue of Life.